# Nowa Rzeczowość
Nowa Rzeczowość (niem. Neue Sachlichkeit), także realizm magiczny – kierunek w sztuce niemieckiej przełomu lat 20. i 30. XX w., przeciwstawiający się ekspresjonizmowi i abstrakcjonizmowi.
Artyści tego nurtu zastąpili wizyjność i symbolizm ekspresjonizmu przedstawiając rzeczywistość obiektywnie, często o zabarwieniu satyrycznym. Zamiast ku abstrakcjonizmowi, zmierzali ku realizmowi (czy wręcz naturalizmowi), czasem dość brutalnemu i cynicznemu. Ich sztuka była reakcją na społeczną, polityczną i gospodarczą sytuację w powojennych Niemczech.
Do przedstawicieli tego kierunku zalicza się przede wszystkim malarzy George Grosza i Ottona Dixa, a także Maksa Beckmanna, Aleksandra Kanoldta, Georga Schrimpfa, Karla Hubbucha, Christiana Schada, Rudolfa Schlichtera, Antona Räderscheidta, Franza Radziwilla, Franza Sedlacka, Lotte Laserstein, Felixa Nussbauma. 
Twórcą pojęcia „Nowa Rzeczowość” był Gustav Friedrich Hartlaub, dyrektor Kunsthalle Mannheim – miejscowego muzeum sztuki. Określił nim ramy wystawy, którą wymyślił w 1923, a która odbyła się w 1925. Inną nazwę nurtu, realizm magiczny, stworzył w 1925 Franz Roh (pojawiła się ona w jego książce Nach-Expressionismus).
Pojęcie było używane również wobec gatunków literatury opierających się na obiektywizmie: reportaż, krytyczny esej, powieść biograficzna opierająca się na źródłach naukowych.

## Galeria

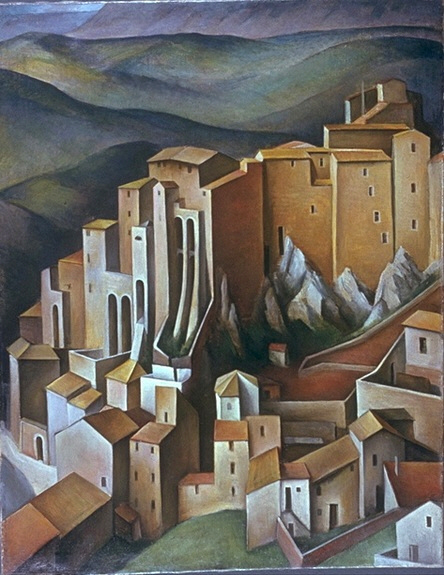
Alexander Kanoldt
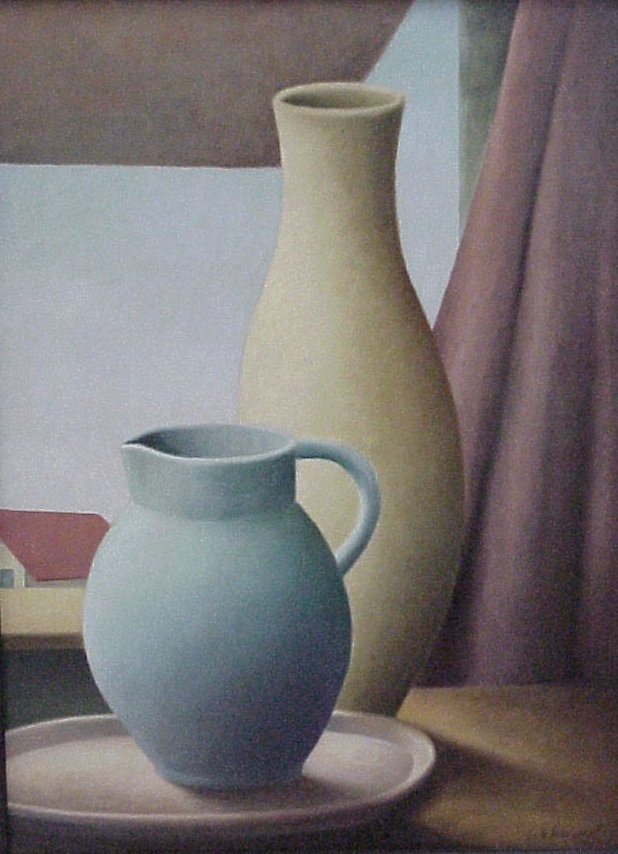
Georg Schrimpf
Anita Rée
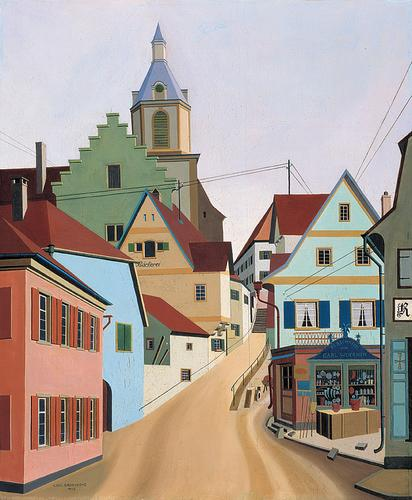
Carl Grossberg
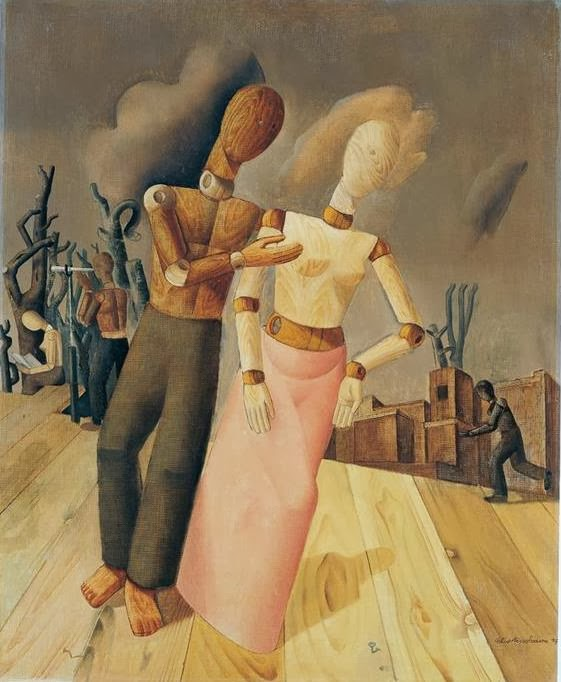
Felix Nussbaum